# Дивизия Дюрютта (Первая империя)
Пехотная дивизия Дюрютта (фр. division d'infanterie de Durutte) — пехотная дивизия Франции периода наполеоновских войн.

## Подчинение и номер дивизии
- 2-я пехотная дивизия Центрального корпуса Армии Италии (22 апреля 1809 года);
- 3-я пехотная дивизия Армии Италии (14 июля 1809 года).

## Командование дивизии

### Командиры дивизии
- дивизионный генерал Франсуа Дюрютт (22 апреля 1809 – 5 августа 1810)

### Начальник штаба дивизии
- полковник штаба Теодор Контамин (22 апреля 1809 – 3 сентября 1809)

### Командиры бригад
- бригадный генерал Франсуа Валантен (2 мая 1809 – 30 октября 1809)
- бригадный генерал Жозеф Дессе (20 мая 1809 – 9 июля 1809)

## Организация дивизии
- штаб дивизии (фр. état-major de la division)
- 22-й полк лёгкой пехоты (фр. 22e régiment d'infanterie légère)

в составе дивизии с 22 апреля 1809 года по 14 июля 1809 года
- 23-й полк лёгкой пехоты (фр. 23e régiment d'infanterie légère)

в составе дивизии с 22 апреля 1809 года по 5 августа 1810 года
- 62-й полк линейной пехоты (фр. 62e régiment d'infanterie de ligne)

в составе дивизии с 22 апреля 1809 года по 5 августа 1810 года
- 60-й полк линейной пехоты (фр. 62e régiment d'infanterie de ligne)

в составе дивизии с 3 мая 1809 года по 14 июля 1809 года
- 102-й полк линейной пехоты (фр. 102e régiment d'infanterie de ligne)

в составе дивизии с 20 мая 1809 года по 5 августа 1810 года
- артиллерия (фр. artillerie de la division)

## Состав дивизии по датам
На 22 апреля 1809 года:
- командир дивизии — дивизионный генерал Франсуа Дюрютт
- начальник штаба — полковник штаба Теодор Контамин
  - 22-й полк лёгкой пехоты (командир — майор Жан Бенюзан) = 2 батальона
  - 23-й полк лёгкой пехоты (командир — полковник Луи Тьерри) = 4 батальона
  - 62-й полк линейной пехоты (командир — Жан-Батист Брюни) = 4 батальона
    - Всего: 10 батальонов.

На 15 мая 1809 года:
- командир дивизии — дивизионный генерал Франсуа Дюрютт
- начальник штаба — полковник штаба Теодор Контамин
- командир бригады — бригадный генерал Франсуа Валантен
  - 22-й полк лёгкой пехоты (командир — майор Жан Бенюзан / командир батальона Франсуа Петель) = 2 батальона
  - 23-й полк лёгкой пехоты (командир — полковник Луи Тьерри) = 4 батальона
  - 62-й полк линейной пехоты (командир — Жан-Батист Брюни) = 4 батальона
    - Всего: 10 батальонов, 6 орудий.

На 14 июня 1809 года:
- командир дивизии — дивизионный генерал Франсуа Дюрютт
- начальник штаба — полковник штаба Теодор Контамин
- 1-я бригада (командир — бригадный генерал Франсуа Валантен)
  - 23-й полк лёгкой пехоты (командир — полковник Поль Орьо) = 4 батальона
  - 102-й полк линейной пехоты (командир — Пьер Эспер де Сибра) = 4 батальона
- 2-я бригада (командир — бригадный генерал Жозеф Дессе)
  - 60-й полк линейной пехоты (командир — майор Пьер Гробон) = 2 батальона
  - 62-й полк линейной пехоты (командир — Жан-Батист Брюни) = 4 батальона
    - Всего: 12 батальонов, 6 орудий.

На 1 июля 1809 года:
- командир дивизии — дивизионный генерал Франсуа Дюрютт
- начальник штаба — полковник штаба Теодор Контамин
- 1-я бригада (командир — бригадный генерал Франсуа Валантен)
  - 23-й полк лёгкой пехоты (командир — полковник Поль Орьо) = 4 батальона / 1257 ч-к
  - 62-й полк линейной пехоты (командир — полковник Жан-Батист Брюни) = 4 батальона / 1812 ч-к
- 2-я бригада (командир — бригадный генерал Жозеф Дессе)
  - 60-й полк линейной пехоты (командир — майор Жан Гренье) = 2 батальона / 492 ч-ка
  - 102-й полк линейной пехоты (командир — полковник Пьер Эспер де Сибра) = 4 батальона / 1670 ч-к
    - Всего: 5586 человек, 13 батальонов, 6 орудий[1]

На 14 июля 1809 года:
- командир дивизии — дивизионный генерал Франсуа Дюрютт
- начальник штаба — полковник штаба Теодор Контамин
- командир бригады — бригадный генерал Франсуа Валантен
  - 23-й полк лёгкой пехоты (командир — полковник Виктор Делькамбр) = 4 батальона
  - 62-й полк линейной пехоты (командир — полковник Жан-Батист Брюни) = 3 батальона
  - 102-й полк линейной пехоты (командир — полковник Пьер Эспер де Сибра) = 3 батальона
    - Всего: 10 батальонов, 16 орудий[2]

## Награждённые

### Кавалеры ордена Железной короны
- Франсуа Дюрютт, 17 июля 1809 – дивизионный генерал, командир дивизии